# سيسيل أوغوستا
سيسيل أوغوستا (بالإنجليزية: Cecil Augusta)‏ هو مغن مؤلف وملحن أمريكي، ولد في 1920.